# Гарнер, Сара
Сара Гарнер (англ. Sarah Garner; род. 21 мая 1971, Кайзерслаутерн) — американская гребчиха, выступавшая за сборную США по академической гребле в 1990-х годах. Бронзовая призёрка летних Олимпийских игр в Сиднее, двукратная чемпионка мира, победительница многих регат национального и международного значения.

## Биография
Сара Гарнер родилась 21 мая 1971 года в Кайзерслаутерне, Германия. Впоследствии проживала в США, в городе Мадисон, штат Висконсин.
Заниматься академической греблей начала в 1984 году. Состояла в студенческой гребной команде во время обучения в Пенсильванском университете, который окончила в 1994 году. Позже проходила подготовку в тренировочном центре в Сан-Диего.
Дебютировала в гребле на международной арене в 1987 году — выступила на чемпионате мира среди юниоров в Кёльне и заняла четвёртое место в программе распашных рулевых восьмёрок. Год спустя на юниорском мировом первенстве в Милане вновь показала четвёртый результат в восьмёрках. Ещё через год на аналогичных соревнованиях в Сегеде в той же дисциплине пришла в финишу пятой.
Первого серьёзного успеха на взрослом международном уровне добилась в сезоне 1996 года, когда вошла в основной состав американской национальной сборной и побывала на чемпионате мира в Стратклайде, откуда привезла награду бронзового достоинства, выигранную в парных одиночках лёгкого веса — пропустила вперёд спортсменок из Румынии и Франции.
В 1997 году в лёгких одиночках одержала победу на мировом первенстве в Эгбелете, по итогам сезона Американской федерацией гребного спорта была признана лучшей спортсменкой года.
В 1998 году в парных двойках лёгкого веса выиграла золотую медаль на мировом первенстве в Кёльне, став таким образом двукратной чемпионкой мира по академической гребле.
На чемпионате мира 1999 года в Сент-Катаринсе взяла серебро в лёгких парных двойках, уступив в решающем заезде спортсменкам из Румынии.
В 2000 году в парных двойках лёгкого веса получила серебро на этапе Кубка мира в Люцерне и благодаря череде удачных выступлений удостоилась права защищать честь страны на летних Олимпийских играх 2000 года в Сиднее. Вместе с напарницей Кристин Коллинз в лёгких парных двойках пришла к финишу третьей позади команд из Румынии и Германии — тем самым завоевала бронзовую олимпийскую медаль. Вскоре по окончании этих соревнований приняла решение завершить спортивную карьеру.